# Zuiderdam
La Zuiderdam è una nave da crociera della compagnia Holland America Line. È la prima di una serie di gemelle che comprende anche Noordam, Westerdam e Oosterdam. Il nome deriva dal termine olandese "Zuid", che indica il punto cardinale Sud.

## Storia
La nave è stata costruita da Fincantieri a Marghera (frazione di Venezia) e consegnata nel novembre. È stata battezzata il 14 dicembre 2002 dalla giornalista americana Joan Lunden.
Nel 2009 è stata sottoposta a una lieve ristrutturazione, in cui sono state aggiunte delle nuove cabine e la stazza lorda è così aumentata da 81796 a 82305.

## Navi gemelle
- Oosterdam
- Noordam
- Westerdam